# 塞爾尼基 (利沃夫區)
塞爾尼基（羅馬化：Sernyky）是烏克蘭西部的村莊，隸屬利維夫州的利維夫區。該村始建於1780年，面積2.13平方公里，海拔高度295米，2001年人口450，人口密度每平方公里211.27人。